# Абедаті
Абедаті (груз. აბედათი) — село в Грузії.
За даними перепису населення 2014 року в селі проживає 541 особи.